# Campeonato Mundial de Atletismo Júnior de 2010 - Salto triplo masculino
A prova do salto triplo masculino do Campeonato Mundial de Atletismo Júnior de 2010 ocorreu entre os dias 24 e 25 de julho em Moncton, no Canadá. 

## Recordes
Antes desta competição, os recordes mundiais e do campeonato nesta prova eram os seguintes:
|     | Nome           | Nacionalidade     | Distância | Local  | Data                   |
| --- | -------------- | ----------------- | --------- | ------ | ---------------------- |
| WJR | Volker Mai     | Alemanha Oriental | 17.50 m   | Erfurt | 23 de junho de 1985    |
| CR  | Yoelbi Quesada | Cuba              | 17.04 m   | Seul   | 19 de setembro de 1992 |

## Medalhistas
| Ouro                  | Prata              | Bronze              |
| Aleksey Fedorov (RUS) | Ernesto Revé (CUB) | Omar Craddock (USA) |

## Cronograma
Todos os horários são locais (UTC-4).
| Data        | Hora  | Evento       |
| ----------- | ----- | ------------ |
| 24 de julho | 13:50 | Qualificação |
| 25 de julho | 14:10 | Final        |

## Resultados

### Qualificação
A qualificação se iniciou no dia 24 de julho ás 13:50. 
Grupo A
| Posição | Atleta                  | Nacionalidade  | Tentativas          | Tentativas          | Tentativas          | Resultados          | Notas |
| Posição | Atleta                  | Nacionalidade  | 1                   | 2                   | 3                   | Resultados          | Notas |
| ------- | ----------------------- | -------------- | ------------------- | ------------------- | ------------------- | ------------------- | ----- |
| 1       | Ernesto Revé            | Cuba           | 16.25 (w: -3.0 m/s) | -                   | -                   | 16.25 (w: -3.0 m/s) | Q     |
| 2       | Alexandru Baciu         | Roménia        | 16.11 (w: -2.5 m/s) | -                   | -                   | 16.11 (w: -2.5 m/s) | Q     |
| 3       | Kola Adedoyin           | Reino Unido    | x                   | x                   | 15.85 (w: -1.1 m/s) | 15.85 (w: -1.1 m/s) | q     |
| 4       | Xia Zhongwei            | China          | x                   | 15.81 (w: -1.4 m/s) | 15.71 (w: -1.1 m/s) | 15.81 (w: -1.4 m/s) | q     |
| 5       | Yuriy Kovalev           | Rússia         | 15.80 (w: -2.4 m/s) | x                   | 15.66 (w: -2.3 m/s) | 15.80 (w: -2.4 m/s) | q     |
| 6       | Marquis Dendy           | Estados Unidos | x                   | 15.31 (w: -1.7 m/s) | 15.69 (w: -1.3 m/s) | 15.69 (w: -1.3 m/s) | q     |
| 7       | Yender Cardona          | Venezuela      | 14.73 (w: -2.5 m/s) | x                   | 15.41 (w: +0.6 m/s) | 15.41 (w: +0.6 m/s) |       |
| 8       | Lathario Collie-Minns   | Bahamas        | 13.41 (w: -2.1 m/s) | 15.35 (w: -1.1 m/s) | x                   | 15.35 (w: -1.1 m/s) |       |
| 9       | Arpinder Singh          | Índia          | 14.93 (w: -1.4 m/s) | 14.76 (w: -2.0 m/s) | 15.31 (w: -0.5 m/s) | 15.31 (w: -0.5 m/s) |       |
| 10      | Kevin Luron             | França         | x                   | x                   | 15.14 (w: -1.4 m/s) | 15.14 (w: -1.4 m/s) |       |
| 11      | Jonathan Henrique Silva | Brasil         | 15.07 (w: -1.6 m/s) | x                   | 14.25 (w: -2.5 m/s) | 15.07 (w: -1.6 m/s) |       |
| 12      | Murad Ibadullayev       | Azerbaijão     | 14.74 (w: -2.2 m/s) | x                   | 14.48 (w: -1.7 m/s) | 14.74 (w: -2.2 m/s) |       |
| 13      | Marvin Muschette        | Canadá         | 14.52 (w: -1.1 m/s) | 14.43 (w: -0.8 m/s) | 14.46 (w: -1.1 m/s) | 14.52 (w: -1.1 m/s) |       |

Grupo B
| Posição | Atleta               | Nacionalidade     | Tentativas          | Tentativas          | Tentativas          | Resultados          | Notas |
| Posição | Atleta               | Nacionalidade     | 1                   | 2                   | 3                   | Resultados          | Notas |
| ------- | -------------------- | ----------------- | ------------------- | ------------------- | ------------------- | ------------------- | ----- |
| 1       | Aleksey Fedorov      | Rússia            | 16.47 (w: +1.5 m/s) | -                   | -                   | 16.47 (w: +1.5 m/s) | Q     |
| 2       | Andrea Chiari        | Itália            | 16.16 (w: -1.4 m/s) | -                   | -                   | 16.16 (w: -1.4 m/s) | Q     |
| 3       | Omar Craddock        | Estados Unidos    | x                   | 16.11 (w: -0.2 m/s) | -                   | 16.11 (w: -0.2 m/s) | Q     |
| 4       | Gaetan Saku Bafuanga | França            | 14.84 (w: -1.3 m/s) | 16.08 (w: -0.6 m/s) | -                   | 16.08 (w: -0.6 m/s) | Q     |
| 5       | José Adrian Sornoza  | Equador           | x                   | 15.62 (w: -1.4 m/s) | 15.55 (w: -1.6 m/s) | 15.62 (w: -1.4 m/s) | q     |
| 6       | Ben Williams         | Reino Unido       | x                   | 15.50 (w: -0.7 m/s) | x                   | 15.50 (w: -0.7 m/s) | q     |
| 7       | Elton Walcott        | Trinidad e Tobago | 15.48 (w: -1.6 m/s) | 15.13 (w: -0.9 m/s) | 15.17 (w: -0.6 m/s) | 15.48 (w: -1.6 m/s) |       |
| 8       | Jarupat Poungmai     | Tailândia         | 14.69 (w: -2.5 m/s) | 15.38 (w: -0.7 m/s) | 15.46 (w: -0.2 m/s) | 15.46 (w: -0.2 m/s) |       |
| 9       | Alberto Álvarez      | México            | 14.23 (w: -2.6 m/s) | 14.98 (w: -1.0 m/s) | 15.24 (w: -0.2 m/s) | 15.24 (w: -0.2 m/s) |       |
| 10      | Newton Kipngeno      | Quênia            | 15.10 (w: -1.1 m/s) | x                   | x                   | 15.10 (w: -1.1 m/s) |       |
| 11      | Vicente Docavo       | Espanha           | x                   | 15.07 (w: -1.4 m/s) | x                   | 15.07 (w: -1.4 m/s) |       |
| 12      | Panagiotis Volou     | Chipre            | 14.83 (w: -1.7 m/s) | x                   | 15.01 (w: -0.5 m/s) | 15.01 (w: -0.5 m/s) |       |
| 13      | Vahid Sedig          | Irão              | 13.77 (w: -2.7 m/s) | 14.62 (w: -0.8 m/s) | 14.92 (w: -1.2 m/s) | 14.92 (w: -1.2 m/s) |       |

### Final
A prova final foi realizada no dia 25 de julho ás 14:10. 
| Posição           | Atleta               | Nacionalidade  | Tentativas          | Tentativas          | Tentativas          | Tentativas          | Tentativas          | Tentativas          | Resultados          | Notas |
| Posição           | Atleta               | Nacionalidade  | 1                   | 2                   | 3                   | 4                   | 5                   | 6                   | Resultados          | Notas |
| ----------------- | -------------------- | -------------- | ------------------- | ------------------- | ------------------- | ------------------- | ------------------- | ------------------- | ------------------- | ----- |
| Medalha de ouro   | Aleksey Fedorov      | Rússia         | 16.52 (w: -3.5 m/s) | 16.68 (w: -0.5 m/s) | 16.20 (w: -5.3 m/s) | x                   | 16.59 (w: -1.0 m/s) | 16.44 (w: -2.8 m/s) | 16.68 (w: -0.5 m/s) |       |
| Medalha de prata  | Ernesto Revé         | Cuba           | 15.98 (w: -4.6 m/s) | 16.47 (w: -1.7 m/s) | x                   | x                   | 16.29 (w: -2.2 m/s) | 14.62 (w: -1.5 m/s) | 16.47 (w: -1.7 m/s) |       |
| Medalha de bronze | Omar Craddock        | Estados Unidos | 16.15 (w: -1.4 m/s) | 16.09 (w: -0.9 m/s) | 16.00 (w: -2.9 m/s) | 16.19 (w: -0.8 m/s) | 16.01 (w: -0.7 m/s) | 16.23 (w: -3.6 m/s) | 16.23 (w: -3.6 m/s) |       |
| 4                 | Alexandru Baciu      | Roménia        | x                   | 15.90 (w: -0.4 m/s) | 16.18 (w: -0.9 m/s) | 16.11 (w: -1.2 m/s) | 15.89 (w: -2.8 m/s) | 15.57 (w: -1.9 m/s) | 16.18 (w: -0.9 m/s) |       |
| 5                 | Andrea Chiari        | Itália         | x                   | x                   | 15.61 (w: -2.2 m/s) | x                   | 16.13 (w: +0.1 m/s) | 15.90 (w: -1.9 m/s) | 16.13 (w: +0.1 m/s) |       |
| 6                 | Yuriy Kovalev        | Rússia         | 15.90 (w: -1.8 m/s) | x                   | 15.89 (w: -0.2 m/s) | 15.70 (w: -1.2 m/s) | 15.30 (w: -2.2 m/s) | 15.96 (w: -1.1 m/s) | 15.96 (w: -1.1 m/s) |       |
| 7                 | Xia Zhongwei         | China          | 14.94 (w: -2.9 m/s) | 15.86 (w: -1.0 m/s) | 15.96 (w: -1.4 m/s) | x                   | x                   | x                   | 15.96 (w: -1.4 m/s) |       |
| 8                 | Marquis Dendy        | Estados Unidos | x                   | 15.53 (w: -2.4 m/s) | 15.45 (w: -0.8 m/s) | 15.17 (w: -2.1 m/s) | x                   | 15.45 (w: -4.0 m/s) | 15.53 (w: -2.4 m/s) |       |
|                   |                      |                |                     |                     |                     |                     |                     |                     |                     |       |
| 9                 | José Adrian Sornoza  | Equador        | 15.48 (w: -2.6 m/s) | x                   | 14.42 (w: -1.9 m/s) |                     |                     |                     | 15.48 (w: -2.6 m/s) |       |
| 10                | Gaetan Saku Bafuanga | França         | 15.37 (w: -2.2 m/s) | 14.84 (w: -3.3 m/s) | 15.44 (w: 0.0 m/s)  |                     |                     |                     | 15.44 (w: 0.0 m/s)  |       |
| 11                | Ben Williams         | Reino Unido    | 15.42 (w: -2.5 m/s) | x                   | 14.68 (w: -0.8 m/s) |                     |                     |                     | 15.42 (w: -2.5 m/s) |       |
| 12                | Kola Adedoyin        | Reino Unido    | x                   | x                   | x                   |                     |                     |                     | NM                  |       |

Legenda
| Recorde mundial       | Recorde mundial (World record)               |                       | Recorde africano                      | Recorde africano (African) |                                           | Q | Classificado por posição (Qualified) |
| Recorde do campeonato | Recorde do campeonato (Championship record)  | Recorde da América    | Recorde da América (Americas)         | q                          | Classificado por melhor tempo (Qualified) |   |                                      |
| Melhor marca do ano   | Melhor marca do ano (World leading)          | Recorde asiático      | Recorde asiático (Asian)              | DNS                        | Não largou (Did not start)                |   |                                      |
| Recorde nacional      | Recorde nacional (National record)           | Recorde europeu       | Recorde europeu (European)            | DNF                        | Não terminou (Did not finish)             |   |                                      |
| Recorde pessoal       | Recorde pessoal do atleta (Personal best)    | Recorde da Oceania    | Recorde da Oceania (Oceania)          | DSQ / DQ                   | Desclassificado (Disqualified)            |   |                                      |
| Recorde da temporada  | Recorde da temporada do atleta (Season best) | Recorde sul-americano | Recorde sul-americano (South America) | NM                         | Sem marca (No mark)                       |   |                                      |